# Un amour impossible
Un amour impossible è un film del 2017 diretto da Catherine Corsini e ispirato all'omonimo romanzo di Christine Angot. Catherine Corsini è stata candidato al Premio César per il miglior adattamento, il musicista Grégoire Hetzel al Premio César per la migliore musica da film, e le attrici Virginie Efira e Jehnny Beth rispettivamente al Premio César per la migliore attrice e al Premio César per la migliore promessa femminile.